# Erenyan
《Erenyan》（日語：えれにゃん），是小野惠令奈繼首張個人單曲《Erepyon》發售四個月後，推出的第二張個人單曲。

## 概要
本單曲以貓為主題。其單曲及獨唱曲之名稱「Erenyan」（えれにゃん）由主唱小野惠令奈命名，而其名稱中（Nyan）在日語中為貓叫聲的擬聲語，故也可以意譯為「惠令喵」。本單曲以通常盤、初回限定盤A、初回限定盤B、初回限定盤C、初回限定盤D等5個形態發售。

## 相關消息
- 2012年8月12日，於大板擧行ウルトラパンチLIVE!! Vol.1之活動中發表將推出本單曲。
- 2012年9月13日，於youtube中公開單曲及之PV片段。
- 2012年9月19日，於RecoChoku開始以電話鈴聲(着うた)發報。
- 2012年10月9日，於Oricon週間排行榜排行為第三位。[1]

## 發售形態

### 通常盤
CD
1. Erenyan [3:52]
  - 作詞：小野恵令奈、作曲・編曲：SmileR
2. 嗚呼、素晴らしきニャン生 [3:39]
  - 作詞・作曲・編曲：Nem
3. 千本桜 [4:01]
  - 作詞・作曲・編曲：黒うさ
4. Erenyan （off vocal ver.）

### 初回限定盤A
CD
1. Erenyan
2. 嗚呼、素晴らしきニャン生
3. 千本桜
4. Erenyan （off vocal ver.）

DVD
1. Erenyan MUSIC VIDEO
2. Erenyan MAKING

### 初回限定盤B
CD
1. Erenyan
2. 嗚呼、素晴らしきニャン生
3. 千本桜
4. Erenyan （off vocal ver.）

DVD
1. 嗚呼、素晴らしきニャン生 MUSIC VIDEO

### 初回限定盤C
CD
1. Erenyan
2. 寶物 [4:09]
  - 作詞：LITZ、作曲：森慎太郎、編曲：HΛL
3. 千本桜
4. Erenyan （off vocal ver.）
5. 寶物 （off vocal ver.）

DVD
1. Erenyan封面照攝影 MAKING

### 初回限定盤D
CD
1. Erenyan
2. 嗚呼、素晴らしきニャン生
3. 千本桜
4. Erenyan （off vocal ver.）

DVD
1. Erenyanとごろにゃん

## 備註
1. ↑  .   [2012-10-21]. （原始内容存档于2012-11-26）.

## 外部連結
- 小野恵令奈「えれにゃん」発売記念イベントに海外から猫ひろしが登場 Musicman-NET
- 小野恵令奈、待望の2ndシングルは「えれにゃん」！ CDジャーナル（页面存档备份，存于）
- 小野恵令奈 - 「えれにゃん」　2012年10月3日発売! （SPOT） - YouTube（页面存档备份，存于）